# Spirit Squad
The Spirit Squad é uma dupla de luta livre profissional formada por Kenny e Mikey. Eles trabalham na WWE no programa SmackDown. Anteriormente um grupo, tinha também Nicky, Mitch e Johnny como membros. As personagens iterpretadas pelos lutadores eram de um time de animadores de torcida.
Antes de formarem o grupo, topos os membros competiram na Ohio Valley Wrestling (OVW), território de desenvolvimento da WWE, onde eram oponentes. Em janeiro de 2006, o Spirit Squad fez sua estreia no Raw. Três meses depois, venceram o World Tag Team Championship e por uma "decisão executiva", todos foram reconhecidos como campeões apesar de só dois lutadores por vez defenderem o título. O reinado deles foi o primeiro da história em que cinco lutadores foram reconhecidos como campeões mundiais de duplas da WWE ao mesmo tempo.
Depois de perderem o título em novembro de 2006, a equipe foi desfeita, com Kenny sendo o único membro a continuar aparecendo regularmente na WWE. Nicky, Mikey e Johnny voltaram para a OVW, enquanto Mikey e Nicky formaram dupla, até Mitch ser liberado da WWE em 2007. Atualmente, apenas Nicky continua trabalhando regularmente na empresa, lutando com o nome Dolph Ziggler. Os outros membros voltaram a lutar juntos ocasionalmente no circuito independente.

## História
O grupo foi formado fazendo pequenas participações em shows na WWE. Em 13 de janeiro de 2006 fizeram sua estréia na televisão, no programa RAW e ajudaram Jonathan Coachman a vencer a luta classificatória para o Royal Rumble contra Jerry "The King" Lawler.
Após isso, participaram de uma pequena rivalidade, ajudando o dono da WWE Vince McMahon em algumas lutas contra Shawn Michaels. Então, McMahon fez a equipe lutar contra Michaels, atacando ele várias vezes. A rivalidade durou algumas semanas
A equipe também se envolveu em lutas contra Triple H, e mais tarde contra a D-Generation X, antes do seu fim, em novembro de 2006.

## Na luta livre
- Movimentos de finalização
  - High Spirits (Two, four or five man sky lift slam)[6]
  - Combinação simultânea de um high-angle diving leg drop (Kenny)[7]e High-angle senton bomb (Mikey)
- Movimentos secundários
  - Four man step-up Poetry in Motion
  - The Spirit Squad também usava um mini-trampolim para realizar vários ataques aéreos depois de saltar fora dele para o ar[8]
- Temas de entrada
  - "Team Spirit" por Jim Johnston (2006–2007; 2016–presente)

## Campeonatos e prêmios
- New York Wrestling Connection
  - NYWC Tag Team Championship (1 vez) – Kenny e Mikey

- World Wrestling Entertainment
  - World Tag Team Championship (1 vez)[7] – Kenny, Johnny, Mitch, Nicky e Mikey

## Ligações Externas
- The Spirit Squad no Online World of Wrestling
- Kenny no Online World of Wrestling
- Johnny no Online World of Wrestling
- Nicky no Online World of Wrestling
- Mikey no Online World of Wrestling
- Mitch no Online World of Wrestling